# Ebertidia
Ebertidia is een geslacht van vlinders van de familie uilen (Noctuidae), uit de onderfamilie Hadeninae.

## Soorten
- E. haderonides Boursin, 1968
- E. mamestrina Butler, 1889